# Hautot-l'Auvray
Hautot-l'Auvray è un comune francese di 327 abitanti situato nel dipartimento della Senna Marittima nella regione della Normandia.

## Società

### Evoluzione demografica
Abitanti censiti